# (3259) Brownlee
(3259) Brownlee est un astéroïde de la ceinture principale.

## Description
(3259) Brownlee est un astéroïde de la ceinture principale. Il fut découvert le 25 septembre 1984 à l'Observatoire Palomar par John Platt. Il présente une orbite caractérisée par un demi-grand axe de 3,17 UA, une excentricité de 0,12 et une inclinaison de 15,5° par rapport à l'écliptique.
Il est nommé d'après Donald E. Brownlee.

## Compléments